# Replica 2006
Replica 2006 е сингъл на финландската пауър метъл група Sonata Arctica. Издаден е на 15 ноември 2006 г. Песента е взета от компилацията „The Collection 1999–2006“, но оригинално произлиза от дебютния албум на групата „Ecliptica“. Версията от 2006 г. е презапис на оригиналната песен.